# 浅草文化观光中心
浅草文化观光中心（日语：浅草文化観光センター）是位于日本東京都台東區雷門二丁目的一处旅游信息咨询中心，2012年4月开业，由隈研吾建設都市設計事務所设计。

## 歴史
淺草文化觀光中心現址原本有一座二层银行建筑，1985年台东区将其买下，开办浅草文化观光中心。由于建成已超过50年，建筑老化。2008年，台东区征集新建筑的设计方案，隈研吾的方案入选。建设工程总费用为16億日元，2012年完工。

## 建築
浅草文化观光中心外形为竖直堆叠的平房，每层的高度、屋顶角度、内部装修各不相同。每层均装有不燃人造杉木板制成的外遮陽百葉。隈研吾解释称，供建筑使用的土地不够宽敞，没有将它设计为细长的铅笔楼，而是采用平房堆叠的设计以适应周边环境。浅草文化观光中心结合了日本传统建筑的木文化和现代建筑的体积感。有评论认为建筑传承了浅草地区的传统风格，有江户时代的美感。浅草文化观光中心为钢筋混凝土结构，但大量使用木材和玻璃，通风良好，视野开阔，充分利用自然光。
浅草文化观光中心一层设有日语、英语、韩语、汉语的旅游咨询台及钱币兑换店。二层设有旅游信息角。六层设有阶梯的多功能空间，可与七层的展示空间一起用于举办活动。顶层为免费开放的观景台。
起初浅草文化观光中心的设计高度是41.25米。淺草寺和当地商店认为浅草文化观光中心建筑过高、与周边建筑不协调，提出反对意见。最终，建筑高度削减约2米，改为38.9米。
2012年，浅草文化观光中心获得好設計獎。